# Iván Bodiul
Iván Ivánovich Bodiul (Voznesensk, RSFS de Rusia; 3 de enero de 1918 - Moscú, Federación Rusa; 27 de enero de 2013) fue un político soviético y moldavo prominente de la RSS de Moldavia, particularmente durante la era de Brézhnev. Ocupó el cargo de primer secretario del Partido Comunista de la República Socialista Soviética de Moldavia, la rama republicana del Partido Comunista de la Unión Soviética, desde el 28 de mayo de 1961 hasta el 30 de diciembre de 1980. Fue responsable de la controvertida decisión de modificar el Himno de la República Socialista Soviética de Moldavia en 1980, el cual fue considerado como el mejor himno de las repúblicas soviéticas (según un concurso musical de 1950).

## Biografía

### Primeros años
Bodiul nació en 1918, en Oleksandrivka, Óblast de Mikolaiv, en la actual Ucrania, en una familia campesina. A pesar de su origen moldavo, hablaba mal el idioma rumano. Después de graduarse en la universidad agrícola local en 1937, trabajó como agrónomo en una granja colectiva. Entre 1938 y 1942, estudió en la Academia Militar de Veterinaria del Ejército Rojo, en Moscú. En 1940, durante su estancia en la ciudad, ingresó al PCUS. Después de salir de la academia, luchó en el ejército como oficial jefe del servicio veterinario del 127° Regimiento de Artillería de la Guardia de la 59° División de Fusileros de la guardia, entre 1942 y 1944.  Después de la guerra, fue enviado a realizar trabajos políticos y económicos a la República Socialista Soviética de Moldavia, y en 1946 fue asignado como asistente agrícola principal del Consejo de Ministros de la RSS de Moldavia. Fue ascendiendo de puestos en el partido regional, primero como primer secretario en los comités locales de Chisináu, Volontirovski y Olanesti. En 1956 fue a Moscú, donde estudió en la Escuela Superior del Partido, y también trabajó en el Departamento de Trabajo Organizativo. En 1959, regresó a la RSS de Moldavia.

### Carrera política
En mayo de 1961, Bodiul fue elegido Primer secretario del Partido Comunista de la República Socialista Soviética de Moldavia, Durante la primera parte de su gobierno, sus preocupaciones y acciones políticas se centraron en el nacionalismo, el sabotaje y el sionismo. Varios disidentes fueron encarcelados, incluidos miembros del Partido Comunista, mientras que otros fueron castigados. Sus principales partidarios fueron los segundos secretarios del Partido Comunista (Yuri Melkov hasta 1973 y Nikolái Merenishchev desde 1973–1981), que procedían del gobierno regional de la RSFS de Rusia, y de la KGB, cuyos presidentes moldavos eran Iván Savchenko (hasta 1966), Piótr Chvertko (1966– 1974) y Arkadi Ragozin (1974–1979). Bodiul continuó con su campaña a favor del ateísmo, durante la cual muchas iglesias fueron cerradas o destruidas. En la segunda parte de su gobierno (desde 1976 en adelante), la política antinacional fue menos dura y el desarrollo económico se expandió y creció considerablemente en la República Socialista Soviética de Moldavia; el crecimiento de las industrias de ingeniería mecánica, de fabricación de herramientas y de la electrónica se considera un mérito de Bodiul. También, durante su gobierno, se crearon los mayores huertos  de Europa, así como complejos ganaderos mecanizados. Bodiul era conocido como uno de los seguidores más leales de Leonid Brézhnev, un predecesor en el cargo de Primer Secretario de la RSS de Moldavia. Durante su liderazgo de la república, Bodiul destacó en todo el país con la creación de gigantescos complejos agroindustriales y huertos agrícolas intercolectivos; bajo la presión del Comité Central del PCUS, otras repúblicas comenzaron a introducir los sistemas de Bodiul. Según las memorias de G. Borisenko, uno de los autores del proyecto de construcción del Comité Central del Partido Comunista regional, Bodiul intervino personalmente en el proceso de construcción; a su antojo, sólo el azul –el color favorito de Brézhnev– se utilizó para la plomería y para la tapicería de la sala de reuniones; por orden suya, la construcción ya iniciada se adentró 33 metros en el barrio, para lo cual hubo que volver a colocar los cimientos.
En diciembre de 1976, Bodiul y su esposa, Claudia, fueron los primeros visitantes moldavos soviéticos de alto nivel en la Rumania comunista desde la Segunda Guerra Mundial y la anexión de Besarabia y el norte de Bucovina; se reunieron con el presidente de Rumania, Nicolae Ceauşescu, y su esposa en la frontera, y los escoltó a Chişinău. En uno de sus encuentros en Bucarest, Bodiul dijo que "la buena relación se inició con la visita de Ceauşescu a la Moldavia soviética, que condujo a la ampliación de contactos e intercambios en todos los campos".
Se desempeñó como vicepresidente del Consejo de Ministros de la URSS desde 1980 hasta mayo de 1985, cuando se retiró al comenzar la era reformista de Gorbachov. Además, se desempeñó como diputado del Sóviet Supremo de la Unión Soviética en sus VI, VII, VIII, IX, X y XI convocatorias. En 1985 obtuvo un doctorado en Filosofía.

### Retiro y últimos años
En 1985, se retiró de la política, y se mudó a una dacha en el óblast de Moscú cuando comenzaba la era reformista de Gorbachov. Obtuvo un doctorado en Filosofía en 1985. Murió el 27 de enero de 2013 en Moscú. Sus hijas, Svetlana y Natalia, viven en Italia. Bodiul fue condecorado con muchas órdenes y medallas soviéticas, incluidas 4 Órdenes de Lenin.

## Premios y condecoraciones
- 4 Órdenes de Lenin (1968, 1978)
- Orden de la Guerra Patria (1985)
- 2 Órdenes de la Estrella Roja (1943, 1945)
- Orden de la Insignia de Honor
- Orden de la República (2003)